# 志賀信夫
志賀 信夫（しが のぶお、1929年（昭和4年）10月23日 - 2012年（平成24年）10月29日）は、日本の放送評論家。

## 来歴・人物
福島県生まれ。1953年（昭和28年）早稲田大学大学院修士課程修了。飯島正に師事。早大講師、多摩大学非常勤講師なども務めた。
羽佐間重彰（フジテレビ社長、産経新聞会長）は、大学と大学院の同級生。羽佐間によると志賀は、録画機器のない当時、月給の10倍以上の値がしたテレビを数台所有し、各局の番組を同時に鑑賞していたという。
1960年（昭和35年）、内村直也らとともに放送批評懇談会を設立し、78年理事長、08年名誉会長。10年には創設メンバーである志賀の功績を記念して、ギャラクシー賞に「志賀信夫賞」が創設された。
2012年10月29日、肺炎のため東京都練馬区の病院で死去。83歳没。

## 著書
- 『イギリス映画史』雄山閣、1957年5月10日。NDLJP:2483104。
- 『映像の技法 : シナリオ・テレビ創作法映画監督法入門』白樺書房、1960年7月15日。NDLJP:1345869。
- 『テレビの世界 : 実像と虚像の間』誠文堂新光社、1967年1月28日。NDLJP:2513658。
- 『テレビ媒体論 その理論と実践』紀伊国屋書店〈紀伊国屋新書〉、1968年4月30日。NDLJP:2516643。
- 『テレビ戦争 : 花形企業うらおもて』百泉書房〈あすを開く経営シリーズ〉、1969年8月10日。NDLJP:12275758。
- 『テレビ社会史』誠文堂新光社〈プレーンブックス〉、1969年2月20日。NDLJP:12277538。
- 『裸のNHK』誠文堂新光社〈ブレーン・ブックス〉、1969年9月30日。NDLJP:12276226。
- 『テレビ人間考現学』毎日新聞社、1970年5月30日。NDLJP:12275271。
- 『CM公害の裏表 知らぬ間にあなたは汚染されている』エール出版社、1972年9月15日。NDLJP:12275644。
- 『テレビ・裏面の実像』白馬出版、1972年4月10日。NDLJP:12275030。
- 『NHK王国の内幕 国民を無視する放送機構の実態』日新報道、1972年6月10日。NDLJP:12276968。
- 『カオスのテレビ・ラジオ 民放よ変身せよ』国民出版社、1973年10月20日。NDLJP:12274911。
  - 『民放よ変身せよ!』電波新聞社、1975年9月20日。NDLJP:12274910。
- 『NHK解体大作戦』国民出版社、1973年10月15日。NDLJP:12275013。
  - 『あなたの知らないNHK』電波新聞社、1975年9月20日。NDLJP:12274909。
- 『明日のテレビ戦略論 : テレビよどこへ行く』電波新聞社、1975年。NDLJP:12275229。
- 『テレビの使い方 : 最も上手なテレビ利用の秘訣』エルム、1976年。
- 『人物による放送史』源流社、1977年4月20日。NDLJP:12275839。
- 『テレビのすべて』文陽社、1978年11月20日。NDLJP:12275048。
- 『ザ・テレビ : 八〇年代に何が起こるか』行政通信社、1979年12月13日。NDLJP:12274776。
- 『テレビ・エイティ : テレビ第三時代の展望』紀尾井書房〈Kioi human books〉、1980年11月25日。NDLJP:12275055。
- 『テレビを創った人びと : 巨大テレビにした人間群像 1』日本工業新聞社、1981年3月15日。NDLJP:12274675。
- 『テレビを創った人びと : 巨大テレビにした人間群像 2』日本工業新聞社、1981年10月15日。NDLJP:12275214。
- 『ニューメディア・ビジネス』紀尾井書房、1983年4月25日。NDLJP:12056102。
- 『CATVビジネス : 最前線からの報告』ダイヤモンド社、1983年11月10日。NDLJP:12275879。
- 『テレビ・ニューメディア1984』エムジー出版、1984年2月10日。NDLJP:12276001。
- 『テレビヒット番組のひみつ : 「ジェスチャー」から「おしん」まで』日本放送出版協会、1984年8月1日。NDLJP:12275392。
- 『いま、ニューメディアの時代 : 情報革命が社会を変える』朝日新聞社〈朝日ブックレット〉、1984年8月15日。NDLJP:12055820。
- 『ニューメディア時代の世界のテレビ : 海外テレビ見てある記』源流社、1985年4月19日。NDLJP:12276072。
- 『放送』日本経済新聞社〈日経産業シリーズ〉、1986年5月20日。NDLJP:12276865。
- 『映像革命 変わる情報とビジネス』全国朝日放送、1987年2月。
- 『前田義徳』「前田義徳」伝刊行会、1987年12月。
- 『昭和テレビ放送史』早川書房、1990年7月。
- 『多メディア時代を考える』電波新聞社、1991年7月。
- 『BS・CS衛星放送新時代 衛星がまき起こす新情報産業革命』電波新聞社、1992年8月。
- 『衛星放送の越境と自由化 アジアの衛星放送の新動向』電波新聞社、1993年7月。
- 『新テレビ時代』丸善ライブラリー、1993年9月。
- 『国際化時代の世界のテレビ』丸善ブックス、1994年10月。
- 『デジタル時代のパイオニア マルチメディアの起業家25傑』源流社、1997年12月。
- 『デジタル時代の放送革命 メディアアクセスを推進しよう』源流社、2000年3月。
- 『映像の先駆者125人の肖像』日本放送出版協会、2003年3月。
- 『テレビ文化を育てた人たち 作家・文化人・アナなどのパイオニア』源流社、2007年3月。
- 『テレビ番組事始 創生期のテレビ番組25-0史』日本放送出版協会、2008年2月。

### 共編著
- 青木英夫共著『新しい目でみた服装史』新樹社、1960年。
- 高瀬広居、青木貞伸共著『テレビを告発する 腐敗し堕落したテレビ産業の実態』エール出版社、1970年。
- 青木英夫共著『服飾生活史』新樹社、1978年11月。
- 『年間テレビベスト番組 1-6集』源流社、1977 - 1984年。
- 『年間テレビベスト作品 7-10集』源流社、1985 - 2007年。
- 『ニューメディアへの提言』日本工業新聞社、1982年7月。
- 『衛星放送をまるごと楽しむ本』中経出版、1987年2月。
- 沼野芳脩共編著『ハイビジョン・ソフト入門』日本放送出版協会、1988年7月。
- 隈部紀生共編著『デジタルHDTVの時代 ハイビジョン・ルネッサンス』日本放送出版協会、1998年11月。

### 翻訳
- ルドルフ・アルンハイム『芸術としての映画』みすず書房、1960年。
- Stanley Field『テレビラジオの書き方』ダヴィッド社、1961年。